# Orthotrichum porteri
Orthotrichum porteri là một loài rêu trong họ Orthotrichaceae. Loài này được Sull. & Lesq. mô tả khoa học đầu tiên năm 1870.